# Baseodiscus punnetti
Baseodiscus punnetti  (лат.) — вид невооружённых немертин из семейства Valenciniidae. Тихоокеанское побережье Северной Америки (США, Мексика). Тело тёмно-красного, оранжево-красного или красновато-коричневого цвета, иногда покрыто беловатым налётом. На передней части головы имеется крупное тёмное пятно.